# Nokia 6680
Nokia 6680 es un móvil 3G ejecutando el sistema operativo Symbian, con interfaz de usuario Series 60. Incorpora Bluetooth, cámara de 1.3 megapixels, cámara frontal VGA de 0.3 megapixels para videollamada, soporte para expansión de memoria mediante tarjeta Dual Voltage Reduced Size MMC (DV-RS-MMC), reproducción de audio estéreo y una pantalla de 176x208 píxeles y 262.144 colores. Se anunció en febrero de 2005 y llegó al mercado en mayo del mismo año.
El 6680 es un teléfono inteligente con facilidades en el manejo de servicios de oficina y personales, incluyendo aplicaciones compatibles con Microsoft Office. Inicialmente, el teléfono ofrecía un innovador modo de standby activo, pero fue eliminado en posteriores actualizaciones del firmware, para permitir a los operadores de red ofrecer sus propias adaptaciones. Sin embargo, el teléfono ha tenido más bugs de lo normal, incluyendo avisos de seguridad y roturas.
En adicción al estándar de la tarjeta RS-MMC, el 6680 puede usar también tarjetas Dual Voltage Reduced Size MMC (DV-RS-MMC) también conocidas como MMCmobile. Mientras que estas tarjetas tienen la misma forma que las RS-MMC, las DV-RS-MMC tienen una segunda línea de conectores en la parte inferior. Es necesario asegurarse de que cualguier tarjeta actualizada soporte 1.8V además de 3.0V.
El teléfono opera en la red GSM 900/1800/1900, y en las redes 3G UMTS 2100.
Durante su desarrollo, el 6680 se bautizó como Milla.
La plataforma de aplicación hardware de este dispositivo es OMAP 1710.

## Modelos 6681 y 6682

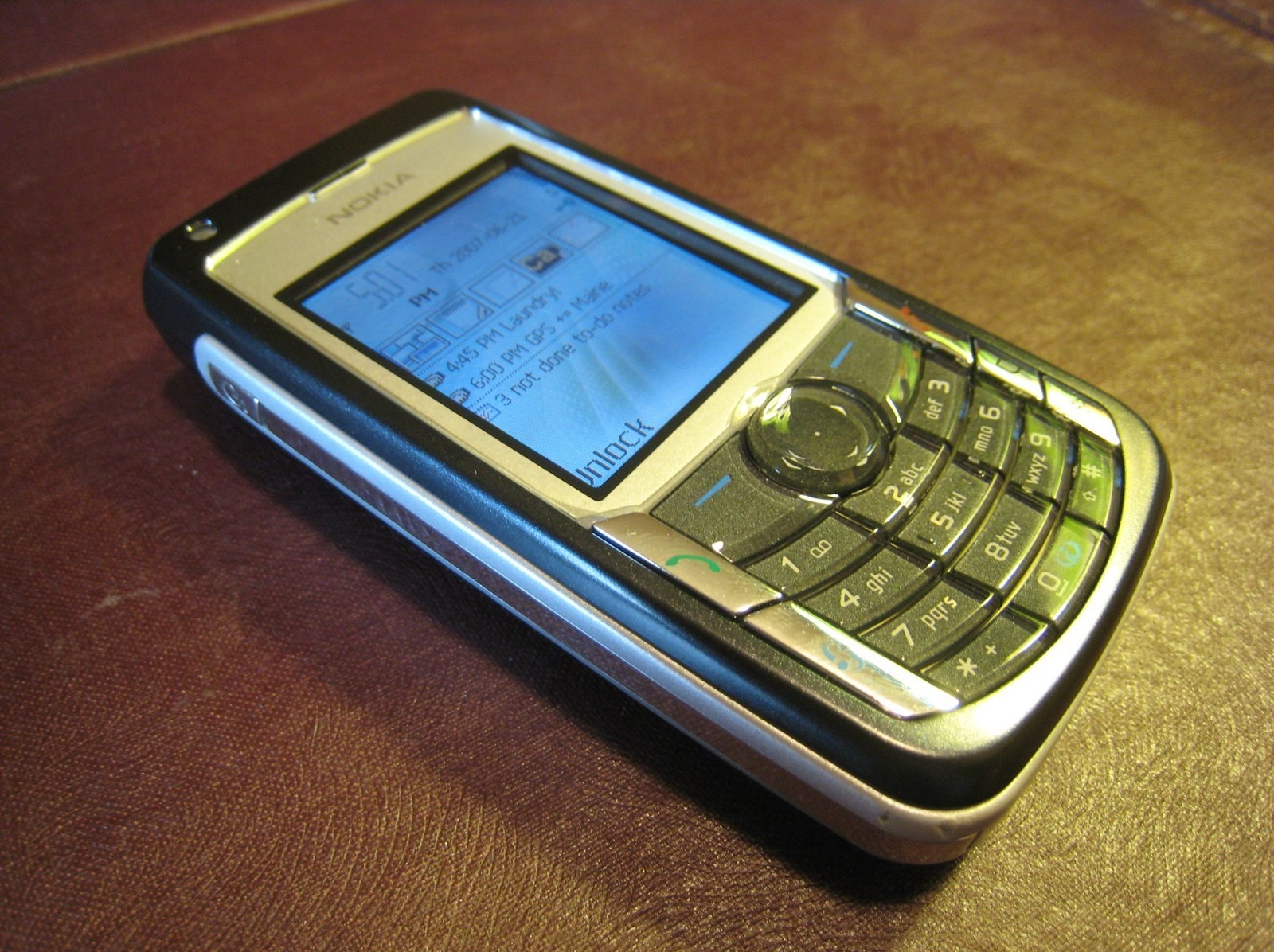
Teléfono Nokia 6682.

Las especificaciones de estos dos modelos son prácticamente similares al 6680 excepto que no tienen soporte 3G, lo cual significa que no operan en redes UMTS, no soportan videollamada y por ello, carecen de cámara frontal.
La diferencia entre estos dos modelos radica en que el 6681 está orientado al mercado europeo soportando GSM 900/1800/1900 mientras que el 6682, orientado al mercado americano, soporta GSM 850/1800/1900